# Rádio Agulhas Negras
A Rádio Agulhas Negras foi uma estação de rádio brasileira da cidade de Resende, Rio de Janeiro. Transmitia sua programação em 640 kHz.

## História
Foi fundada em 29 de Setembro de 1950 por Arízio Maciel. Na época, a inauguração fez parte das comemorações do aniversário do município.
A emissora completou dez anos de fundação em 1960, tendo promovido o "Primeiro Festival Radiofônico do Vale do Paraíba".
Em 1983, a emissora foi vendida para o Grupo Porto Real, que já era dono da Rádio Real FM.
Em julho de 2020, a Rádio Agulhas Negras encerrou as suas atividades.

## Programação
A emissora ficou conhecida por trazer uma programação que misturava música, informação e prestação de serviços. A área de cobertura abrangia municípios da região, como Resende, Itatiaia e Porto Real. 